# دختر کوهستان
دختر کوهستان فیلمی به کارگردانی محمدعلی جعفری و نویسندگی احمد شاملو محصول سال ۱۳۴۲ است.

## بازیگران
- محمدعلی جعفری
- سهیلا
- عبداله محمدی
- عزت حسنعلی (آزاده)
- غلامحسین نقشینه
- سونیا
- ژاله
- مهاجر
- گیتی
- هلن